# Cissus kouilouensis
Cissus kouilouensis är en vinväxtart som beskrevs av Descoings. Cissus kouilouensis ingår i släktet Cissus och familjen vinväxter. Inga underarter finns listade i Catalogue of Life.